# Herbert Aust
Herbert Johann Aust (* 14. Mai 1913 in Berlin; † 17. Juni 1974 in Hamburg) war SS-Sturmbannführer im Rasse- und Siedlungshauptamt der SS (RuSHA), Sachverständiger für die SS-Auslese und Beauftragter für die Aktion Lebensborn.

## Leben
Der gelernte Drogist trat zum 1. Mai 1931 der NSDAP bei (Mitgliedsnummer 535.814) und gehörte seit 1938 dem RuSHA an (SS-Nummer 38.506). Seitdem im Jahre 1941 eine Eignungsstelle für Eignungsprüfungen für die Waffen-SS Nordwest in Den Haag eingerichtet wurde, war Aust dort bis 1942 als Leiter tätig. Diese Eignungsprüfung wurde nach den Kriterien vorgenommen, die durch den Heiratsbefehl von Heinrich Himmler und die Vorgaben der Rassenauslese der SS bestimmt waren.
Dabei unterrichtete Aust SS-Angehörige und überprüfte eine „artgemäße Feiergestaltung“ bei Eheweihen, Namensgebungen und sogenannten „Sippenabenden“. Seine Aufgaben gingen aber weit über die Prüfung von derartigen Konventionen der SS hinaus. Für niederländische Ärzte organisierte er eine Ausbildung, damit sie für Angehörige der niederländischen Waffen-SS und ihrer Frauen erbbiologische Gutachten erstellen konnten.
Ab dem 1. August 1942 war er „Rasse- und Siedlungsführer“ (RuS) der Waffen-SS Nordwest bis zum Ende der Besatzung in den Niederlanden. Mit dem Jahr 1943 ergaben sich für ihn neue Aufgaben als Beauftragter für die Einrichtung „Lebensborn“ und Rassefragen. Dabei nahm er Überprüfungen der Kinder deutscher Soldaten in den Niederlanden, die sie mit niederländischen Frauen hatten, vor.
Für die Aktion „Lebensborn“ nahm er die Überprüfung der Auswahl der niederländischen Frauen vor, die an der Aktion teilnehmen sollten. Wer dabei als geeignet ausgewählt wurde, sollte eine Förderung durch die SS und das Deutsche Reich erhalten. Die Bestimmungen dazu hatte Aust in einem Schreiben vom 21. Januar 1943 von SS-Obergruppenführer Otto Hofmann als Chef des RuSHA erhalten.
Hofmann hatte dem Persönlichen Stab Reichsführer SS schon am 21. Januar 1943 mitgeteilt, dass der HSSPF in den Niederlanden bezüglich der Genehmigung von Mischehen zwischen Deutschen und Niederländern tätig werden würde. Die Ausführung dieser Anweisung führte Aust ebenfalls aus.
Aust entwickelte aber auch Initiativen, die besonders jüdischen Niederländern galten. Dabei galt sein Interesse der Erfassung der „Judenmischlinge“ (NS-Jargon). Am 14. Juli 1942 ermahnte er den HSSPF Nordwest, SS-Gruppenführer Hanns Albin Rauter, die „Mischlingsfrage in den Niederlanden“ einer Lösung zuzuführen. Er gab in dem Schreiben die Zahl der „Mischlinge“, die auf außereuropäischen Beziehungen beruhten, mit 200.000 an, während er die Zahl der jüdischen Mischlinge auf 50.000 schätzte.
Zu Austs Tätigkeitsbereich gehörte auch die Sterilisation von „Mischlingen“. Einer der Fälle von Aust wurde sogar in den Nürnberger Prozessen behandelt, der einen deutschen „Mischling“ betraf, dessen Aufenthaltsgenehmigung in den Niederlanden verfallen war. Zur weiteren Erfassung ließ er bis vor Kriegsende noch Karteien beschlagnahmen, die ein niederländischer Sippenforscher zusammengestellt hatte.
Ab dem 1. September 1943 dehnte sich das Einsatzgebiet von Aust auch auf Belgien aus. Hier übernahm er die Aufgaben des RuS-Führers Flandern. Im Prozess gegen den SS-Gruppenführer und Generalleutnant der Polizei Wilhelm Harster im Jahre 1967 wurde enthüllt, dass Aust im Februar 1944 im Durchgangslager Westerbork tätig geworden war, wo es um die Prüfung von jüdischen Menschen aus Portugal ging. Austs Urteil, was sich in einem Schreiben vom 21. Februar 1944 zeigte, bedeutete für 273 Personen den Tod. Seine Beurteilung war eindeutig: „rassisches Untermenschentum“. Aust wandte sich in seiner Beurteilung gegen die Stellungnahme von anderen Wissenschaftlern in dieser Frage, die er als „Ausfluchtsversuche des Judentums“ abqualifizierte.
Diese Tatvorgänge blieben wohl den Untersuchungen zu Nazi-Verbrechen vorbehalten, denn offensichtlich wurde Aust nie angeklagt, sondern er wurde nur in Ermittlungen 1948 vernommen.
Nach dem Zweiten Weltkrieg engagierte er sich politisch in der Deutschen Partei, für die er 1953 im Bundestagswahlkreis 232 Bad Kissingen antrat.